# Muhammad Sinwar
Muhammad Sinwar (arab. ‏محمد السنوار‎), właśc. Muhammad Ibrahim Hasan as-Sinwar (arab. ‏محمد إبراهيم حسن السنوار‎; ur. 16 września 1975 w Muchajjam Chan Junus zm. 13 maja 2025 tamże) – palestyński bojownik, polityk i terrorysta, przywódca Hamasu w Strefie Gazy (2024 – 2025) i dowódca Brygad Al-Kassam, zbrojnego skrzydła organizacji (2024 – 2025), wcześniej ich dowódca w Gazie. Współtwórca projektu ataku na Izrael, który zapoczątkował wojnę z Hamasem, był na niej jednym z głównych palestyńskich dowódców i najwyższym rangą dowódcą Hamasu w Gazie, który przeżył. Brat Jahji Sinwara.

## Życiorys
Urodził się w 1975 roku w obozie dla uchodźców palestyńskich Chan Junus w Strefie Gazy. Jego rodzina została wypędzona z Aszkelonu podczas wojny arabsko-izraelskiej w 1948 roku. 
Dołączył do Hamasu w 1991 roku, a w 2005 roku został dowódcą Brygad Al-Kassam w Strefie Gazy. Brał udział w porwaniu Gilada Szalita. 
Do 2021 roku, Izrael przeprowadził sześć prób zamachu na jego osobę.
Został odnaleziony martwy w pobliżu Muchajjam Chan Junus na terenie Strefy Gazy 13 maja 2025 roku, o czym poinformował portal Times of Israel.